# R.V. Productions
R.V. Productions is een Vlaams productiehuis, gespecialiseerd in komedie. Het bedrijf werd in 1981 opgericht door René Vlaeyen en levert voornamelijk komische series af aan televisiezender VTM. Het bedrijf is gevestigd in Diest en beschikt over opnamestudio's in Mechelen.

## Programma's
- Gaston en Leo (1982-1993)
- De Kotmadam (1991-2024)
- Lili en Marleen (1994-2010)
- Droge voeding, kassa 4 (2001-2003)
- Café Majestic (2000-2003)
- De zonen van Van As (2012-2021)

## Films
- Zware jongens
- Paniekzaaiers
- Gaston en Leo in Hong Kong